# Castelnaud-de-Gratecambe
Castelnaud-de-Gratecambe település Franciaországban, Lot-et-Garonne megyében. Lakosainak száma 516 fő (2022. január 1.). Castelnaud-de-Gratecambe La Sauvetat-sur-Lède, Beaugas, Boudy-de-Beauregard, Lédat, Monflanquin, Pailloles és Villeneuve-sur-Lot községekkel határos.

## Népesség
A település népességének változása:
| Lakosok száma | 463  | 465  | 513  | 542  | 499  | 489  | 508  | 516  | 516  | 516  |
|               | 1968 | 1982 | 1990 | 2006 | 2013 | 2015 | 2017 | 2019 | 2020 | 2022 |